# Hemidactylus tenkatei
Hemidactylus tenkatei là một loài thằn lằn trong họ Gekkonidae. Loài này được Lidth De Jeude mô tả khoa học đầu tiên năm 1895.

## Hình ảnh

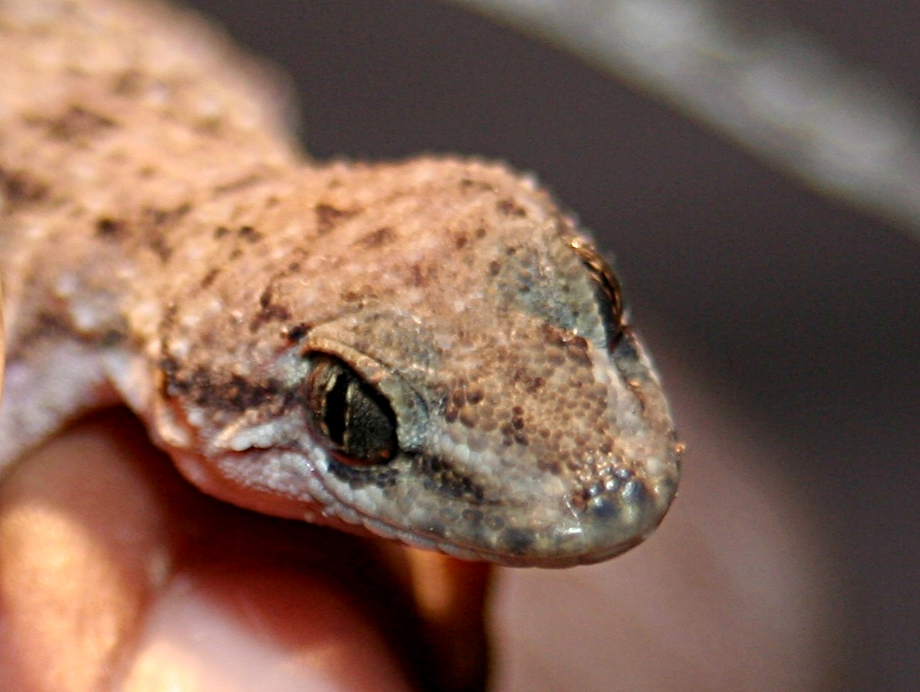